# Lygephila
Lygephila é um gênero de traça pertencente à família Arctiidae.